# Sotssecretari General de les Nacions Unides
El Sotssecretari General de Nacions Unides és un càrrec creat per a gestionar moltes de les responsabilitats administratives del Secretari General, ajudar a gestionar el funcionament de la Secretaria i assegurar la coherència dels diferents programes i activitats. Va ser establert formalment per l'Assemblea General a finals de 1997.

## Funcions
Les responsabilitats generalment delegades al Sotssecretari General de Nacions Unides inclouen:
- (a) Ajudar el Secretari General a gestionar el funcionament de la Secretaria;
- (b) Actuar en lloc del Secretari general en l'Oficina principal de les Nacions Unides durant la seva absència i en altres casos que pugui decidir el Secretari general;
- (c) Recolzar al Secretari General assegurant coherència inter-sectorial i inter-institucional en les diferents activitats i programes i recolzar al Secretari general elevant el perfil i adreça dels Nacions Unides en les esferes econòmiques i socials, incloent els esforços addicionals per tal d'enfortir les Nacions Unides com a centre principal de la política per al desenvolupament i de l'assistència al desenvolupament,;
- (d) Representar al Secretari General a les conferències, funcions i cerimonials oficials, i altres ocasions que pugui decidir el Secretari general;
- (i) Emprendre les assignacions que pugui determinar el Secretari general;

El Director titular de l'oficina del Sotssecretari General és també observador del Grup per al Desenvolupament de les Nacions Unides.